# ふるさと公園 (新十津川町)
ふるさと公園（ふるさとこうえん）は、北海道樺戸郡新十津川町にある公園。

## 概要
1980年「ふるさと農園」として開業、当初は25種のアスレチック遊具、1階に売店・食堂・浴室と2階に7部屋の休憩室と喫茶室を備えた管理棟、100台の駐車場を設けた。その後1986年には周辺の野球場などを備えた山村広場と併合し現在の「ふるさと公園」に改称し、都市・農村間や世代間の交流拠点として体育施設・宿泊施設・文化施設などを擁している。

## 沿革
- 1974年 - 総進地区に山村地域農林漁業特別対策事業地区を指定[3]。
- 1976年 - 公園建設着工[2]。
- 1979年12月25日 - アスレチック施設竣工[4]。
- 1980年
  - 4月27日 - 「ふるさと農園」竣工開園式[4]。
  - 5月1日 - 「ふるさと農園」として開業[2]。
- 1982年
  - 7月13日 - 自衛隊下総基地で用いられていた練習機「はつかぜ」の静態保存を開始。（現存せず）[2]
  - 10月30日 - 「山村ひろば」完成、野球場を主目的とした多目的広場やテニス・バレーボールコート、子ども広場を設置[3][5]。
- 1985年 - 供食施設「焼肉ハウス」設置[2]。
- 1986年4月1日 - 「ふるさと公園」に改称[2]。
- 1987年 - 「いきいき・かんとりい整備計画（エミネンスパーク整備事業）」事業開始、体育・文化・宿泊施設の開発に着手[3]。
- 1988年11月24日 - 社会保険庁などによる国民年金健康保養センターとして温泉ホテル「グリーンパークしんとつかわ」開業、3階建て地下1階延べ約4,400平米、総工費約10億円[6]。
- 1989年[7]
  - 1月31日 - スポーツセンター完成。
  - 5月2日 - 温水プール完成[7]。雇用促進事業団が主体となり建設し当初は勤労者体育施設扱いとした[5]。
  - 12月 - むしむしランド着工[8]。
- 1990年
  - 6月20日 - 遊園地「むしむしランド」開業[9]。（1993年閉鎖）
  - 7月1日 - 青少年交流キャンプ村開業[7]。
- 1991年7月6日 - 文化伝習館開業[7]。
- 1993年4月27日 - サンスポーツランドしんとつかわ落成[7]。
- 1996年7月11日 - ケビン村VILLA徳富開業[7]。
- 1997年9月1日 - サンウッドパークゴルフ場開業[7]。
- 1998年
  - 2月27日 - 交流促進センター「サンヒルズ・サライ」開業[7][10]。
  - 4月29日 - 創造の森開業[7]、「宇宙の森」「望郷の森」「野鳥の森」「渓流の森」など9ゾーンに約1.8kmの遊歩道や植樹・ラベンダー植栽を整備[11]。
- 2007年4月- グリーンパークしんとつかわを北海道国民年金福祉協会から札幌市の北海道軽金属へ移管[12]。
- 2015年11月 - グリーンパークしんとつかわが北海道軽金属から町内資本の「株式会社グリーンパークしんとつかわ」に移管。施設購入費6000万円・改修費4000万円、新十津川町が企業振興促進条例に基づき投資額助成や5年間の固定資産税免除などといった支援を行う[13]。
- 2022年 - 青少年交流キャンプ村を「しんとつかわキャンプフィールド」にリニューアル、名称は町内の新十津川中学校3年生徒の投票で決定され同中学3年らにより前年11月に桜並木10本の植樹を実施[14]。
- 2023年4月 - リニューアル工事竣工[15]。

## 施設
キャンプ場以外の宿泊施設・スポーツセンター・文化伝習館以外は冬季休業。
体育施設
- 新十津川町スポーツセンター（メインアリーナ34m×40m 1360平米+サブアリーナ 13m×40m 520平米）
- 野球場
  - 新十津川町ピンネスタジアム
  - ふるさと公園野球場（両翼86m・センター100m・夜間照明6基）
- テニスコート
  - ピンネテニスコート（全天候コート4面・夜間照明2コート分）
  - ふるさと公園テニスコート（クレイコート5面）
- パークゴルフ場
  - サンウッドパークゴルフ場（全27コース）
  - 新十津川室内パークゴルフ（全18コース・冬季のみ）[16]
- 新十津川町温水プール（25m×15m 7コース+幼児用プール）
- ふるさと公園サッカーコート（天然芝85m×50m）

宿泊施設

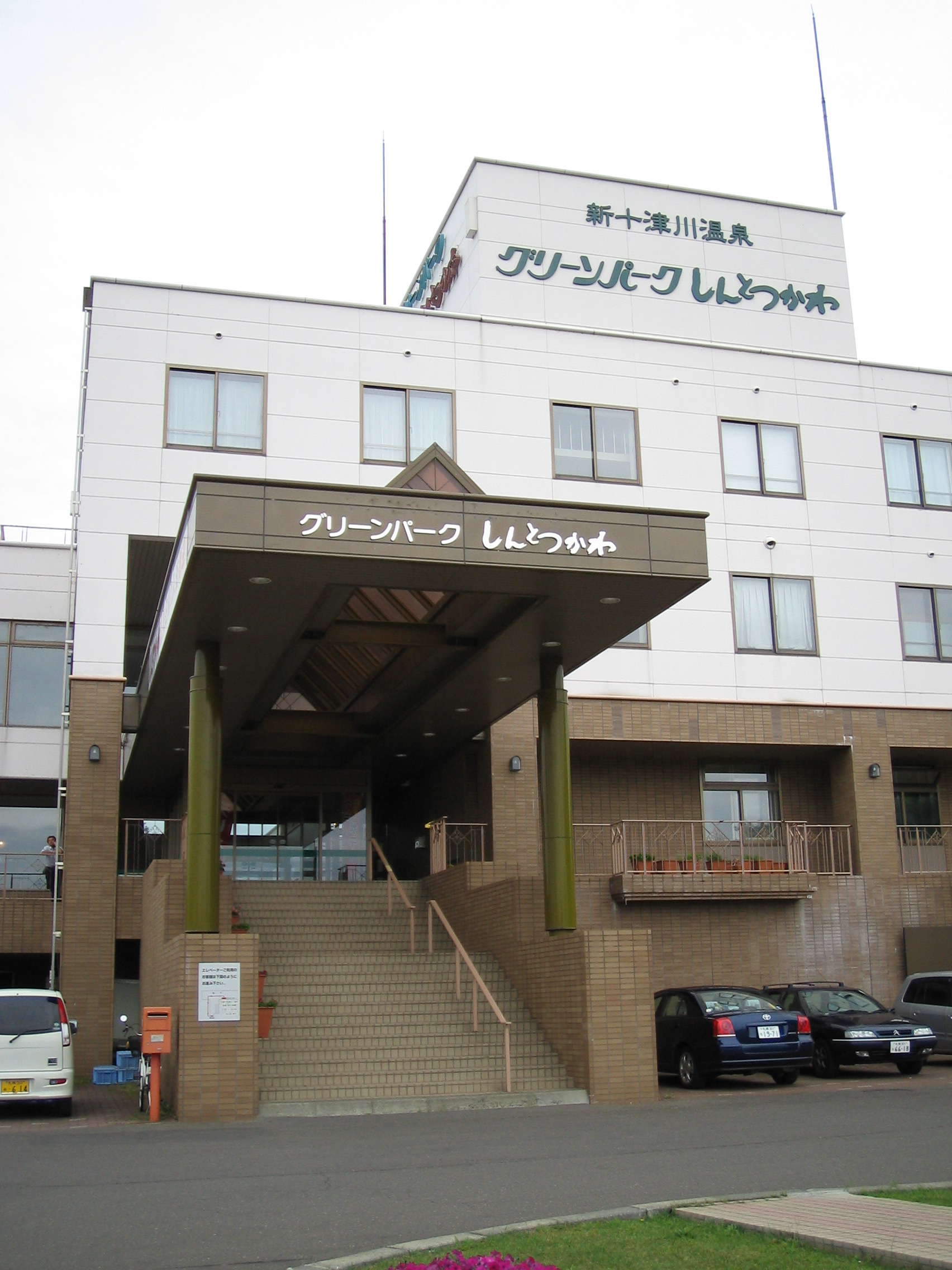
グリーンパークしんとつかわ（2008年）

- 美緑の宿 グリーンパークしんとつかわ（和室13室・洋室3室・和洋室1室・バリアフリー洋室）
- サンヒルズ・サライ （和室8室・和洋室4室・大部屋1室・バリアフリールーム）
- ケビン村VILLA徳富（コテージ4棟）
- しんとつかわキャンプフィールド（旧・青少年交流キャンプ村 オートサイト11面、バンガロー10棟 夏季のみ）

文化施設
- 文化伝習館（染物・織物・陶芸体験を提供）
- 新十津川物語記念館

その他
- イベント広場
- 屋外ステージ
- 展望広場「当せん地展望台」

## リニューアル計画
2019年より町の観光振興計画に基づき2023年度の全面開業を目標として再整備計画に着手し、「遊び・PR」「安全・誘導」「快適・清潔」のコンセプトのもと利用度の低い8-9ヘクタールを中心とした大規模改修を行う。第1工区の「眺望エリア」「キャンプエリア」と第2工区の「メインエリア」「わくわくエリア」と大規模改修を行わない「自然エリア」に分け2021年に第1工区を整備し、キャンプ場にテントサイトから転換されたコンセント完備のオートサイトやエアカーテン・風除室装備のトイレや簡易シャワーの設置と開拓当時を思わせる風景を見下ろす展望広場の整備を実施。また第2工区では大型遊具・水遊び場等の設置を計画、2022年度より北側3ヘクタールにて野外ステージ裏への水遊び場やバーベキュースペースと身障者用トイレ、グリーンパークしんとつかわ裏に高さ5m・縦15ｍ・横20mの大型ネット遊具の設置を行うとし、2023年4月に全面竣工した。

## 主なイベント
町主催行事
- ピンネシリ登山マラソン（毎年7月上旬 スタート・ゴール地点 1995年-2024年）[20]
- しんとつかわふるさとまつり（毎年7月最終日曜日 1980年-）

過去
- サマー・フォーカス・イン・しんとつかわ（1996年-1997年）
  - 1996年9月8日 出演：古澤良治郎、山下洋輔、廣木光一、峰厚介、渋谷毅オーケストラ、西川郷子（上々颱風）、亀渕友香、デ・ガ・ショー、酒井俊[21]、本田竹広[22]
  - 1997年8月10日 出演：山下洋輔、坂田アキラ、渡辺香津美ほか[23]
- 夏しんとつかわ音物語（1998-1999年）
  - 1998年7月19日 出演：原信夫とシャープス&フラッツ、ジョージ川口、雪村いづみ[24]
  - 1999年6月20日（大塚まさじ、川田邦彦ユニット）、7月17日（津上研太トリオ）、8月22日（奥野義典スペシャル）[25]
- 夏期巡回ラジオ体操・みんなの体操会（2010年7月28日・2018年7月28日）[26][27]
- SORAON 空の青さと、音楽と。
  - 2022年6月18日 出演：DJ MR.SYN、新十津川中学校・砂川中学校吹奏楽部、snugs、高橋洋子、瑛人、MONKEY MAJIK、Salyu、Novelbright、中島美嘉、スガシカオ、YUTA×YOYOKA、Hanah Spring×笠原瑠斗&THE SOUL EATERS[28][29]
  - 2023年9月10日 出演：新十津川中学校・砂川中学校吹奏楽部、DJやついいちろう、wacci、ぐでんぐでん（稲泉りん・高橋あず美・植松陽介）、ストレイテナー（25周年ゲスト：majiko）、高橋洋子、Galileo Galilei、満島ひかり、KICK THE CAN CREW、木村カエラ
- ここキャン北海道 COCO CAMP HOKKAIDO 新十津川会場（2023年5月25日 - 27日 出演：藤村忠寿[30]）